# La Fille de Malone
Pour plus de détails, voir Fiche technique et Distribution.
La Fille de Malone (titre original : A Daughter of Two Worlds) est un film américain muet réalisé par James Young, sorti en 1920.
Le film met en vedette Norma Talmadge, Jack Crosby et Virginia Lee,

## Synopsis
Comme le décrit le magazine Exhibitor Herald, Jennie Malone, fille de Jerry Malone, une figure importante du milieu criminel, est arrêtée pour contrefaçon. Un ami de son père paie sa caution et elle est envoyée dans un pensionnat. Là, elle reçoit une éducation et devient une dame. Chez son amie Sue Harrison, une fille riche, elle rencontre Kenneth Harrison et tombe amoureuse de lui. Ils se fiancent. Puis Harry Edwards, une ancienne connaissance, apparaît et l'exhorte à retourner dans son ancien milieu. Slim Jackson, un danseur, pour protéger Jennie qui avait endossé l'accusation de contrefaçon, cherche à lui soutirer de l'argent sous peine de dénonciation. Son père tabasse le jeune homme et lui ordonne de la laisser tranquille. Un détective est assassiné et Harry Edwards est reconnu coupable du crime et condamné à mort. Seule Jennie peut le sauver en lui disant la vérité : il était avec elle lorsque le coup de feu a été tiré. Elle avoue la vérité aux Harrison et sauve Edwards, puis retourne vivre chez son père. C'est à ce moment-là que la fin heureuse arrive, les Harrison parvenant à franchir la barrière sociale qui les sépare.

## Fiche technique
- Titre original : A Daughter of Two Worlds
- Réalisation : James Young
- Scénario : Edmund Goulding James Young, d'après un roman de Leroy Scott
- Pays d'origine : États-Unis
- Format : Noir et blanc - 1,33:1 - Film muet
- Genre : drame
- Dates de sortie : 
  - États-Unis : 5 janvier 1920
  - France : 22 juin 1923

## Distribution
- Norma Talmadge : Jennie Malone
- Jack Crosby : Kenneth Harrison
- Virginia Lee : Sue Harrison
- William Shea : Slim Jackson
- Frank Sheridan : Jerry Malone
- Joseph W. Smiley : Sam Conway
- Gilbert Rooney : Harry Edwards
- Charles Slattery : Sergent Casey
- E.J. Ratcliffe : John Harrison
- Winifred Harris : Mrs. Harrison
- Millicent Martin : Gloria Raymon
- Ned Burton : l'oncle George

## Conservation
Les copies sont conservées à la Bibliothèque du Congrès et à l'UCLA Film and Television Archive,.